# Curtiss O-40 Raven
El Curtiss O-40 Raven fue un avión de observación estadounidense de los años 30 del siglo XX, que fue construido y usado en pequeñas cantidades. Se construyó un único ejemplar de YO-40, un sesquiplano monomotor con tren de aterrizaje retráctil, seguido de cuatro ejemplares de una versión monoplano modificada, el O-40B, que permaneció en uso hasta 1939.

## Diseño y desarrollo
En 1931, en respuesta a un requerimiento del Cuerpo Aéreo del Ejército de los Estados Unidos por un nuevo avión de observación, Curtiss diseñó el Model 62, un biplano monomotor con el ala inferior mucho más pequeña que la superior, conocido como sesquiplano (es decir, "ala y media"), mientras que los paneles exteriores del ala superior estaban aflechados para evitar problemas de centro de gravedad. Era de construcción enteramente metálica, con un fuselaje monocasco. Disponía de un tren de aterrizaje convencional retráctil cuyas ruedas principales se retraían hacia dentro, y estaba propulsado por un motor radial Wright Cyclone. Los dos tripulantes se sentaban en tándem en cabinas abiertas.
Un prototipo, designado YO-40, voló en febrero de 1932. Aunque se estrelló en mayo del mismo año, fue reconstruido con alas reforzadas y una cabina cerrada como YO-40A. Se ordenaron otros cuatro YO-40A, pero fueron rediseñados como monoplanos mediante el desmontaje del ala inferior, siendo designados los aviones resultantes como Y1O-40B.

## Historia operacional
Los cuatro Y1O-40B fueron entregados en junio de 1933, y tras unas pruebas de servicio, fueron redesignados O-40B, siendo operados por el 1st Observation Squadron del USAAC. Aunque las prestaciones y maniobrabilidad del avión eran buenas, el Cuerpo Aéreo estaba decepcionado con las disposiciones de las cabinas y la baja capacidad de combustible, y no se emitieron más órdenes. Los últimos O-40B fueron retirados del servicio en 1939.

## Variantes

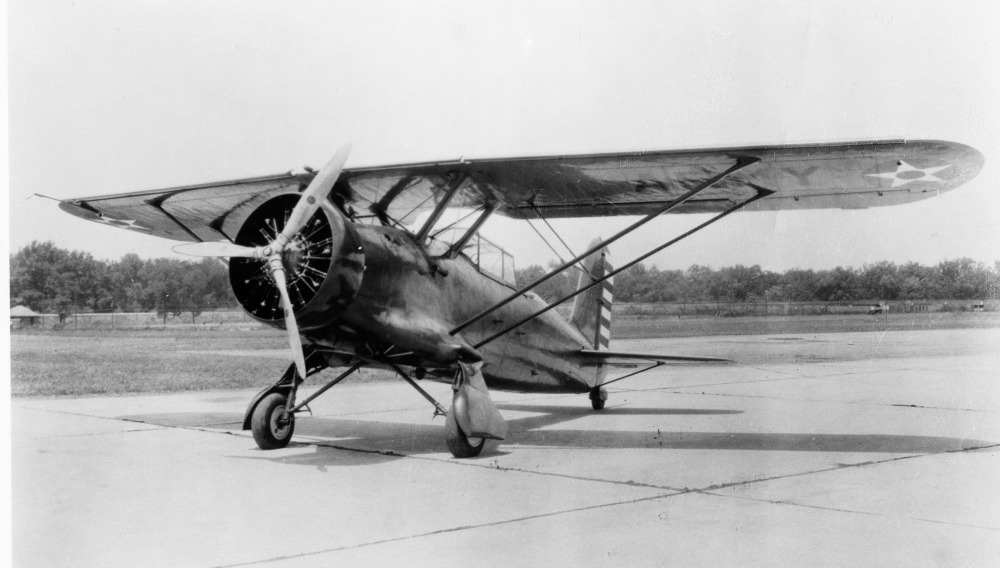
Curtiss YO-40B.

YO-40
Prototipo propulsado por un motor Wright R-1820E Cyclone de 487 kW (653 hp).
YO-40A
YO-40 reconstruido con alas reforzadas y cabinas cerradas. Desguazado en 1938.
Y1O-40B
Derivado monoplano con el ala inferior desmontada. Propulsado por un R-1820-27 de 500 kW (670 hp). Cuatro construidos.
O-40B
Redesignación de los Y1O-40B.

## Operadores
Estados Unidos
- Cuerpo Aéreo del Ejército de los Estados Unidos

## Especificaciones (O-40B)
Referencia datos: Curtiss Aircraft 1907–1947

### Características generales
- Tripulación: Dos
- Longitud: 8,8 m (28,8 ft)
- Envergadura: 12,7 m (41,7 ft)
- Altura: 3,3 m (10,7 ft)
- Superficie alar: 24,7 m² (265,9 ft²)
- Peso vacío: 1703 kg (3753,4 lb)
- Peso cargado: 2350 kg (5179,4 lb)
- Planta motriz: 1× motor radial de nueve cilindros refrigerado por aire Wright R-1820-27 Cyclone.
  - Potencia: 500 kW (689 HP; 680 CV)

### Rendimiento
- Velocidad máxima operativa (Vno): 302 km/h (188 MPH; 163 kt)
- Velocidad crucero (Vc): 258,3 km/h (161 MPH; 139 kt)
- Velocidad de entrada en pérdida (Vs): 100 km/h (62 MPH; 54 kt)
- Alcance: 521 km (281 nmi; 324 mi)
- Techo de vuelo: 7000 m (22 966 ft)
- Régimen de ascenso: 8,4 m/s (1654 ft/min)

### Armamento
- Ametralladoras: 

  - 2 de 7,62 mm (una frontal fija y una flexible en puesto del observador)

## Aeronaves relacionadas

### Secuencias de designación
- Secuencia Numérica (interna de Curtiss): ← 59A/59B - 60 - 61 - 62 - 63 - 64 - 66 →
- Secuencia O-_ (Aviones de Observación del USAAC/USAAF, 1924-1942): ← O-37 - O-38 - O-39 - O-40 - O-41 - O-42 - O-43 →